# Alcalose respiratória
Alcalose respiratória é um desequilíbrio ácido-básico causado por respiração alveolar aumentada (hiperventilação), levando a uma concentração diminuída de dióxido de carbono arterial plasmático (PaCO2). Isso leva a concentrações diminuídas de H+ e cálcio sanguíneo livremente ionizado (Ca++). 

## Tipos
Existem dois tipos de alcalose respiratória: crônica e aguda.
- Na alcalose respiratória aguda, níveis elevados de dióxido de carbono são "expirados" pelos pulmões, que estão hiperventilando.

- Na alcalose respiratória crônica, para cada 10 mM baixados na pCO2 no sangue, existe uma queda correspondente de 5 mM de ion bicarbonato. A queda de 5 mM de ion bicarbonato é uma compensação que reduz o efeito da alcalose causado pela queda da pCO2 no sangue. Isto é conhecido pelo termo compensação metabólica.

## Causas
As causas de hiperventilação alveolar vistos na alcalose respiratória incluem:
- Ansiedade e estresse (ataque de pânico por hiperventilação);
- Mudança para áreas de grande altitude, onde a pressão atmosférica do oxigênio estimula uma ventilação aumentada;
- Febre alta;
- Drogas que causem taquipneia, incluindo doxapram e grandes doses de aspirina[3], o que também estimula o centro respiratório;
- Causas do SNC, incluindo derrame, hemorragia subaracnoide, meningite<carece fontes>;
- Hipóxia em doenças pulmonares, como na pneumonia e asma;
- Iatrogênica caso a ventilação artificial seja excessiva.

## Sinais e sintomas
Os sintomas da alcalose respiratória estão relacionados à diminuição dos níveis sanguíneos de dióxido de carbono, e incluem:
- Formigamento nas mãos e pés (parestesia periférica);
- Sensação de falta de ar;
- Dores no peito;
- Tontura;
- Mais ansiedade;
- Mais hiperventilação.

Além disso, a alcalose pode desestabilizar o balanço do cálcio iônico, e causar sintomas de hipocalcemia (como tetania e desmaios) sem queda nos níveis séricos totais de cálcio.